# Bobrowniki Wielkie
Bobrowniki Wielkie – wieś w Polsce, położona w województwie małopolskim, w powiecie tarnowskim, w gminie Żabno.
Wieś powstała w wyniku podziału osady Bobrowniki, której istnienie potwierdza dokument z 1387 roku, na Bobrowniki Wielkie i Bobrowniki Małe, zapewne przed 1487 rokiem. W 1536 odnotowano, iż poddani z Bobrownik Wielkich odrabiają pańszczyznę na folwarku w Bobrownikach Małych. W latach 1975–1998 miejscowość administracyjnie należała do województwa tarnowskiego.
| SIMC    | Nazwa  | Rodzaj    |
| ------- | ------ | --------- |
| 0837637 | Jurków | część wsi |